# Dave MacQueen
Dave MacQueen (* 8. Februar 1959 in Woodstock, Ontario) ist ein kanadischer Eishockeytrainer. Seit 2025 ist er Cheftrainer des italienischen Clubs Ritten Sport aus der Alps Hockey League.

## Karriere
MacQueen spielte im Juniorenbereich für die Ottawa 67’s in der OMJHL und verbrachte seine anschließende Profilaufbahn in unterklassigen Ligen in Nordamerika.
Zwischen 1993 und 1996 arbeitete er als Cheftrainer der Peterborough Petes in der Ontario Hockey League und führte die Mannschaft in seiner letzten Saison zum OHL-Meistertitel, ehe er von den Tampa Bay Lightning aus der National Hockey League (NHL) als Assistenztrainer verpflichtet wurde. 1999 kehrte MacQueen in die OHL zurück und übernahm die Erie Otters als Cheftrainer. 2002 gewann er mit den Otters die Meisterschaft – MacQueens zweite in der OHL. Ein Jahr zuvor war er als Trainer des Jahres der OHL ausgezeichnet worden.
Nach siebenjähriger Amtszeit bei den Otters wechselte er 2006 zu einem anderen OHL-Team, Sarnia Sting, und war dort bis Februar 2011 als Cheftrainer und zeitweilig auch als Manager beschäftigt.
Zur Saison 2012/13 trat er seinen ersten Cheftrainerposten in Europa an und wurde vom Dornbirner EC aus der Erste Bank Eishockey Liga in Österreich unter Vertrag genommen. In den Spielzeiten 2013/14, 2015/16 und 2017/18 führte er den DEC jeweils zur Playoff-Teilnahme.
Schließlich war er bis zum Saisonende 2018/19 in Dornbirn tätig. Es folgten fünf Jahre beim rumänischen Verein CSM Corona Brașov, mit dem er 2023 und 2024 die rumänische Meisterschaft sowie 2024 zudem die Meisterschaft der Ersten Liga gewann. Zur Saison 2025/26 wechselte der Kanadier zum Südtiroler Verein Ritten Sport in die Alps Hockey League.